# 马为麟
马为麟（？—？）字子祥，山西人，中华民国滇军将领。

## 生平
马为麟毕业于云南讲武堂。1911年昆明重九起义后，唐继尧奉命赴贵州“援黔”，成为贵州都督。随后，蔡锷命在四川的滇军分兵往贵州助唐继尧，以张子贞为支队长，率黄毓英、马为麟所部向遵义进发。
1915年底，云南举行护国起义，马为麟任护国第二军第二梯团第三支队长。龍體乾進攻蒙自，被駐軍劉祖武及由云南省增派的趙世銘、馬為麟部击潰。
1928年，云南省主席龙云决定开办民用航空，由建设厅长张邦翰、财政厅长陆崇仁、外交部特派交涉员张维翰、富滇银行总办马为麟、前航空学校校长刘沛泉组成云南商业航空委员会，从美國訂購運輸機兩架。
1930年，滇军进攻广西，蒋介石同意滇军攻下广西后，即发表卢汉为广西省政府主席。但滇军围攻南宁3个月未克，桂军回师反击，滇军大败，1931年2月撤回云南。滇军回云南后，龙云提出“废师改旅”，引起卢汉、朱旭、张凤春、张冲这四位师长的不满。1931年3月，卢汉、朱旭、张凤春、张冲四位滇军师长在宜良密会，随后以“清君侧”为名倒龙云，驱逐了龙云身边谋士、参谋长孙渡、民政厅长张维翰、禁烟局长马为麟。孙渡、马为麟被绑赴宜良，孙渡被放逐到上海，马为麟被押送法院，张维翰赴南京投靠蒋介石。龙云被迫出走寻甸县羊街，四位师长见势不妙，随即派张冲、高荫槐乘飞机赴羊街，将龙云接回昆明，继续主持全省军政。